# Nanen Corona
Nanen Corona est une corona, formation géologique en forme de couronne, située sur la planète Vénus par 69,9° N et 198,5° E. Elle est localisée dans le quadrangle de Pandrosos Dorsa. Elle a été nommée en référence à Nanen, déesse brésilienne de la terre et de la nature. 

## Géographie et géologie
Nanen Corona couvre une surface circulaire d'environ 50 km de diamètre. 